# Rudolf Tiedemann
Rudolf Tiedemann (* 1906; † 1978) war ein deutscher Jurist, Landrat und Staatskommissar.

## Leben und Wirken
Tiedemann gehörte der NSDAP und SS an. Am 28. August 1935 legte er die große Staatsprüfung ab und trat danach als Regierungsassessor in den öffentlichen Dienst ein und wurde später zum Regierungsrat befördert. 
Tiedemann wurde am 1. September 1941 als kommissarischer Landrat des Landkreises Goslar eingesetzt. Mit Wirkung vom 5. Mai 1942 übernahm er offiziell dieses Amt, das er bis zu seiner Entlassung am 24. April 1945 in Goslar ausübte. Durch den Reichsstatthalter Rudolf Jordan war er gleichzeitig am 13. April 1942 als Staatskommissar der neugeschaffenen Stadt Watenstedt-Salzgitter als kommissarischer Bürgermeister eingesetzt worden.